# Uropachys hawaiensis
Uropachys hawaiensis är en tvåvingeart som först beskrevs av Hardy och Linda M. Kohn 1934.  Uropachys hawaiensis ingår i släktet Uropachys och familjen styltflugor. Inga underarter finns listade i Catalogue of Life.